# Jiraiya Goketsu Monogatari

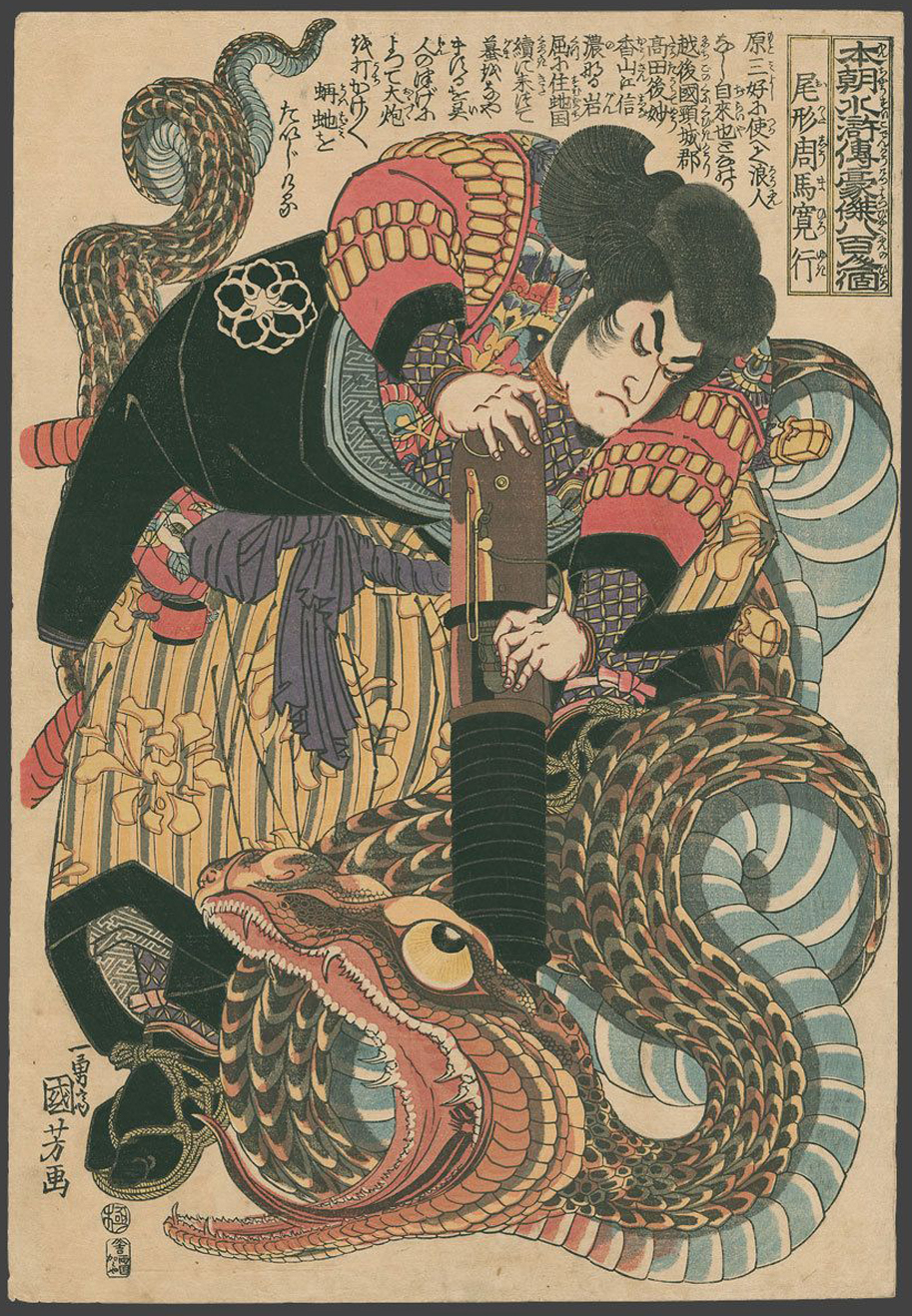
Jiraiya venciendo a la serpiente gigante.

Jiraiya Goketsu Monogatari (La Leyenda de Jiraiya el Galante) es un relato tradicional japonés que narra las aventuras de Ogata Shuma Hiroyuki (尾形周馬弘行?), un ninja errante apodado Jiraiya (児雷也? lit. "hijo del trueno"). La novela fue publicada entre 1839 y 1868, en 43 episodios escritos por varios autores. Utagawa Kunisada lo ilustró. 

## Argumento
Jiraiya (自来也?), era el vástago de un clan poderoso de Kyushu. Cuando la familia atravesó momentos difíciles, Jiraiya fue a la provincia de Echigo, ahora la prefectura de Niigata, y se convirtió en el jefe de una banda de yakuzas.
Jiraiya aprendió la magia de los sapos gracias a un inmortal que residía en la Montaña Myokobu, popularmente conocido como Echigo Fuji. 
Jiraiya no fue capaz de matar a su rival odiado, un hombre llamado Sarashena, que era la causa de la ruina de su familia.
Jiraiya se enamora y se casa con Tsunade (綱手?), una mujer joven y bonita, conocedora de la magia de las babosas. 
Después, uno de los seguidores de Jiraiya, Yashagoro, empezó a aprender la magia de las serpientes y acabó tomando el nombre Orochimaru (大蛇丸?) (Orochi quiere decir `Monstruo serpiente'). 
Luego Orochimaru ataca a Jiraiya y a su esposa (Tsunade). Jiraiya lucha contra Orochimaru fervientemente, pero él y su esposa son envenenados por la serpiente y por consecuencia caen inconscientes. Afortunadamente, otro de los seguidores de Jiraiya, al cual Jiraiya había salvado una vez de la muerte, vino a su rescate.

## Curiosidades
La novela de Jiraiya el galante no tiene final y por lo tanto queda inconclusa.
Actualmente se desconoce la existencia de esta novela en forma de libro, solo se sabe que esta novela del Folclore Japonés fue escrita por distintos autores entre 1839 hasta el año 1868.
Cabe mencionar que los personajes del anime-manga Naruto (Jiraiya, Tsunade y Orochimaru) fueron basados en esta novela y cada uno domina los mismos poderes con los mismos nombres.

## Extra
Una de las cosas que hizo Jiraiya fue vencer a la serpiente gigante utilizando magia que no debía utilizar, por eso no se sabe dónde está pasando la eternidad.
- Datos: Q309450
- Multimedia: Jiraiya Gōketsu Monogatari / Q309450